# Fosfatasa alcalina

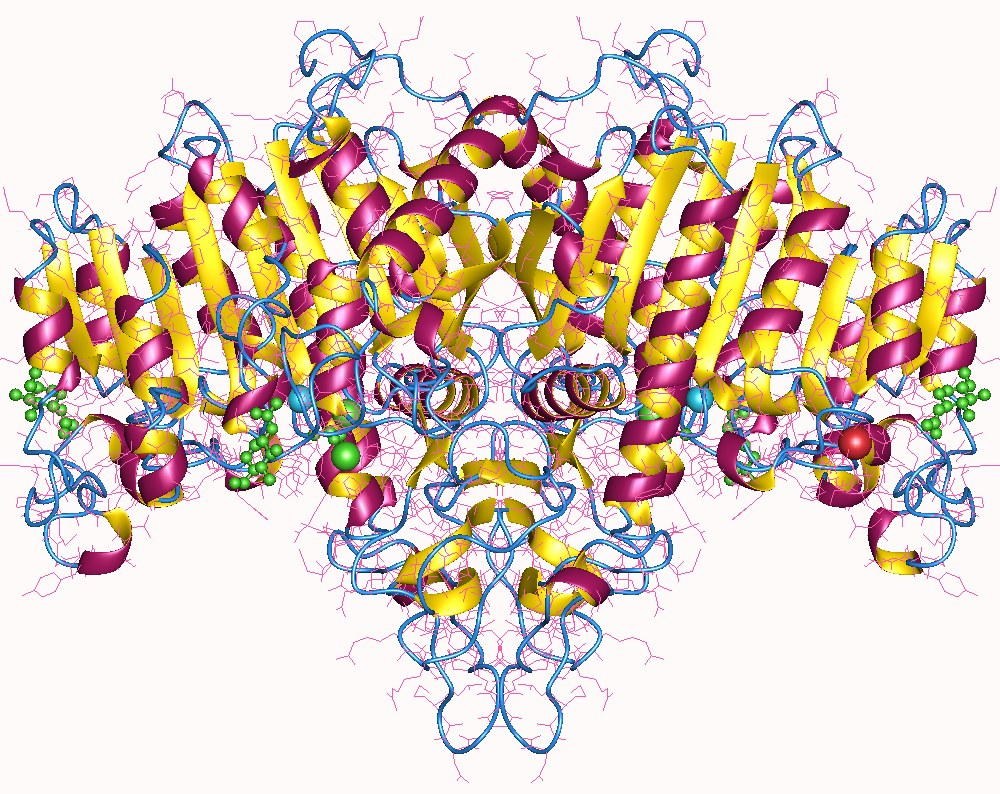
Fosfatasa alcalina dimer, Human.

La fosfatasa alcalina (EC 3.1.3.1, CAS n.º 9001-78-9 ) (50.000 - 60.000 Da) es una enzima hidrolasa responsable de eliminar grupos de fosfatos de varios tipos de moléculas como nucleótidos, proteínas y otros compuestos fosforilados. El proceso de eliminar el grupo fosfático se denomina desfosforilación. Como sugiere su nombre, las fosfatasas alcalinas son más efectivas en un entorno alcalino.
La fosfatasa alcalina recibe el nombre de orto-fosfórico-monoéster hidrolasa.
Estas enzimas proceden de la ruptura normal de las células sanguíneas y de otros tejidos, muchas de ellas no tienen un papel metabólico en el plasma excepto las enzimas relacionadas con la coagulación y con el sistema del complemento.
La fosfatasa es una enzima clasificada dentro de las hidrolasas.
Las fosfatasas alcalinas son enzimas que se encuentran presentes en casi todos los tejidos del organismo, siendo particularmente alta en huesos, hígado, placenta, intestinos y riñón.
Tanto el aumento, así como su disminución en plasma tienen significado clínico.
Las causas de un aumento de FAL:
- Enfermedad ósea de Paget, obstrucciones hepáticas, hepatitis, mononucleosis, hepatoxicidad por medicamentos y osteomalacia.

Las causas de una disminución de FAL:
- Cretinismo y déficit de vitamina C

## Forma en que se realiza el examen
La sangre se extrae de una vena, usualmente de la parte interior del codo o del dorso de la mano. El sitio de punción se limpia con un antiséptico. El médico o el profesional de enfermería coloca una banda elástica alrededor de la parte superior del brazo con el fin de aumentar la presión del área y hacer que la vena se llene de sangre.
Luego, se introduce suavemente una aguja en la vena y se recoge la sangre en un frasco hermético. Entonces se quita la banda elástica del brazo y se retira la aguja ejerciendo presión en el lugar de la punción con un algodón o gasa limpia para detener cualquier sangrado.

## Preparación para el examen
La persona no debe comer ni beber nada durante un período de 6 horas antes del examen, a menos que el médico dé instrucciones para hacer otra cosa.
Muchos medicamentos pueden afectar el nivel de fosfatasa alcalina en la sangre y es probable que el médico aconseje dejar de tomar algunos de ellos antes del examen. Sin embargo, nunca se debe suspender un medicamento sin hablar primero con el médico.
- Alopurinol
- Antibióticos
- Medicamentos antiinflamatorios
- Píldoras anticonceptivas
- Algunos medicamentos para la artritis
- Algunos medicamentos para la diabetes
- Clorpromazina
- Cortisona
- Hormonas masculinas
- Metildopa
- Analgésicos narcóticos
- Propranolol
- Tranquilizantes
- Antidepresivos tricíclicos

Este examen se hace para diagnosticar enfermedad del hígado y del hueso o para ver si los tratamientos para dichas enfermedades están funcionando. Puede incluirse como parte de las pruebas de la función hepática de rutina.

## Valores referenciales
| Temperatura | Mujeres    | Hombres    |
| ----------- | ---------- | ---------- |
| 25 °C       | 40-190 U/l | 50-190 U/l |
| 30 °C       | 49-232 U/l | 61-232 U/l |
| 37 °C       | 64-306 U/l | 80-306 U/l |

El rangos normales, como se muestran en la tabla, pueden variar ligeramente de un laboratorio a otro, al igual con la edad y el sexo de la persona. Los niveles altos de FA normalmente se observan en niños que presentan un aumento repentino en su crecimiento y en las mujeres embarazadas.
Los niveles de la fosfatasa alcalina superiores a los normales pueden deberse a:
| - Anemia - Obstrucción biliar - Enfermedad ósea - Consolidación de una fractura - Hepatitis - Hiperparatiroidismo | - Leucemia - Enfermedad hepática - Cánceres óseos osteoblásticos - Osteomalacia - Enfermedad de Paget - Raquitismo |

Por otro lado, los niveles de la fosfatasa alcalina (hipofosfatasemia) inferiores a los normales pueden deberse a:
- Desnutrición
- Deficiencia de proteína

Algunas afecciones adicionales bajo las cuales se puede hacer el examen son:
- Enfermedad hepática alcohólica (hepatitis/cirrosis)
- Alcoholismo
- Estenosis biliar
- Arteritis de células gigantes (temporal, craneal)
- Neoplasia endocrina múltiple (NEM) II
- Carcinoma de células renales